# Pipalsana Chaudhari
Pipalsana Chaudhari é uma vila no distrito de Bareilly, no estado indiano de Uttar Pradesh.

## Demografia
Segundo o censo de 2001, Pipalsana Chaudhari tinha uma população de 7964 habitantes. Os indivíduos do sexo masculino constituem 53% da população e os do sexo feminino 47%. Pipalsana Chaudhari tem uma taxa de literacia de 55%, inferior à média nacional de 59.5%: a literacia no sexo masculino é de 65% e no sexo feminino é de 45%. Em Pipalsana Chaudhari, 19% da população está abaixo dos 6 anos de idade.